# Павловское (городской округ Домодедово)
Павловское — деревня в городском округе Домодедово Московской области России.
Расположена у северной окраины города Домодедово, на правом берегу реки Пахры.

## История
До 14 июня 1954 года деревня была центром Павловского сельсовета. С 1954 до 1994 гг. деревня входила в Ямской сельсовет, с 1994 до 2007 гг. — в Ямской сельский округ Домодедовского района.

## Население
| 2002 | 2010  |
| ---- | ----- |
| 1390 | ↘1295 |